# Corral
Corral je chilská obec, která se nachází na pobřeží Tichého oceánu u ústí řeky Valdivia. Obec leží v provincii Valdivia v regionu Los Ríos, asi 20 km západně od hlavního města provincie, Valdivie a 760 km jižně od hlavního města Santiaga. Obec obývá přibližně 3 500 obyvatel.

## Historie
Město bylo založeno Španěly roku 1645 jako součást opevnění strategického přístavu Valdivia. Proto se také v obci dochovaly pevnosti upomínající na tuto dobu. V roce 1820 byly pevnosti v Corralu a v okolí obléhány během chilské války za nezávislost. Během velkého chilského zemětřesení roku 1960 byla obec silně poničena vlnami až 11 m vysokými.

## Doprava
Obec je spojena pravidelnou lodní dopravou s protějším břehem, na kterém se nachází vesnice Niebla, odtud je provozována autobusová doprava do Valdivie. Jinak je obec dostupná pouze dlouhými prašnými cestami – po nich je Valdivia vzdálena více než 60 km.

## Pamětihodnosti
Hlavní turistickou atrakcí obce jsou dochované pevnosti:
- San Sebastián de la Cruz de Corral
- San Luis de Alba de Amargos
- San Pedro de Alcántara de Mancera
- Baterías Chorocamayo Alto y Bajo
- Batería La Aguada del inglés en San Carlos
- Fuerte de San Carlos

## Fotogalerie

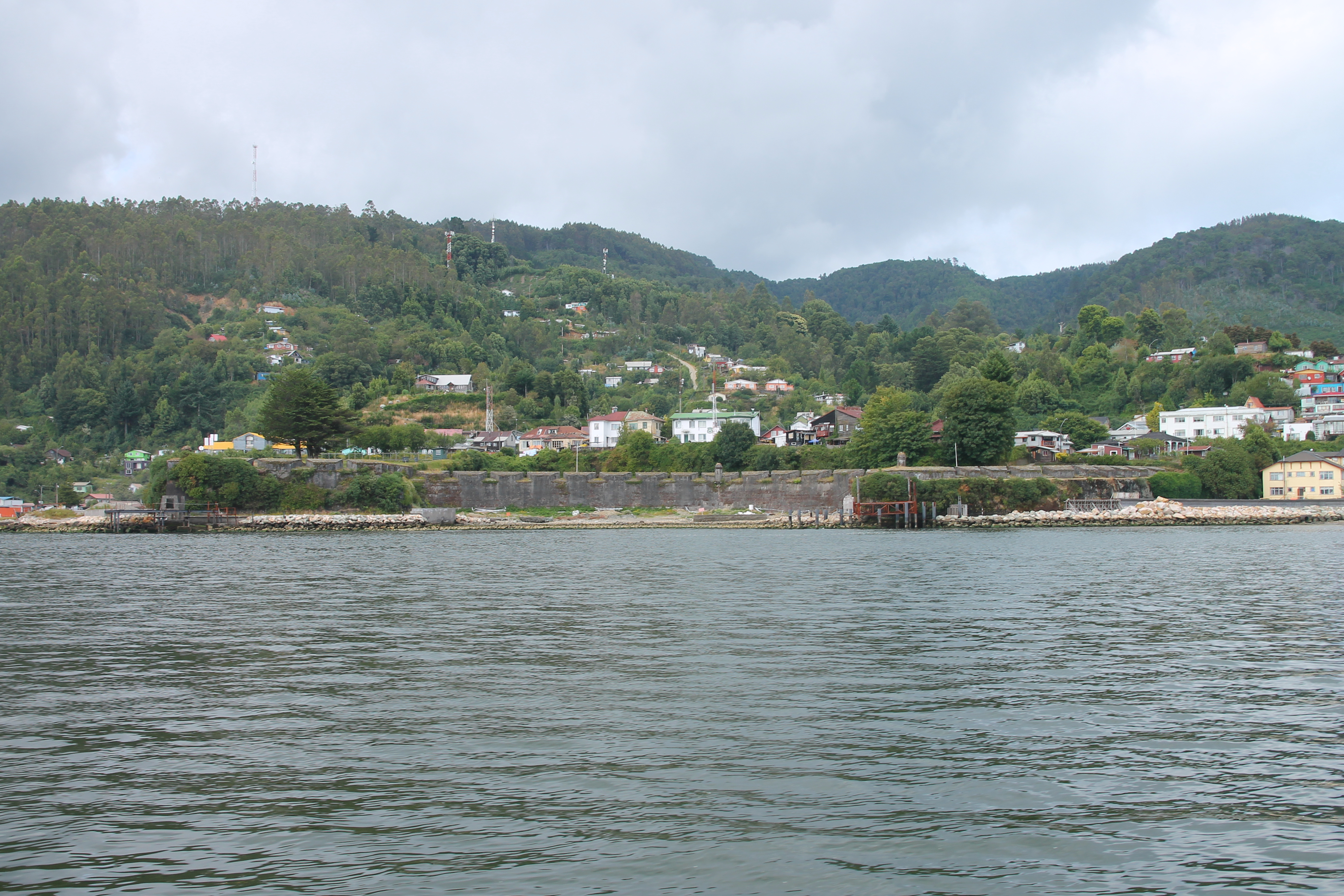
Pohled na Corral z ústí řeky (z trajektu)
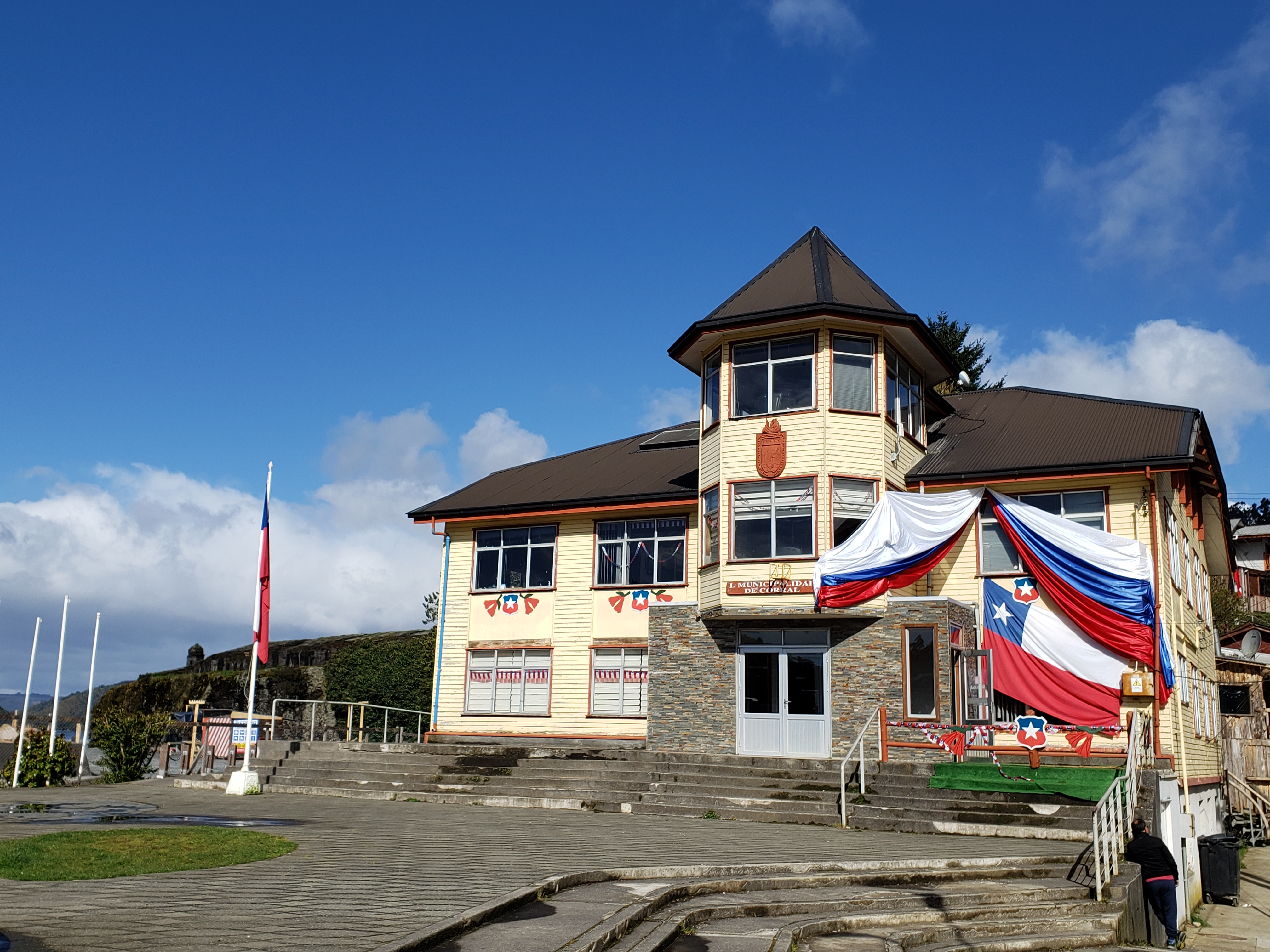
Obecní úřad
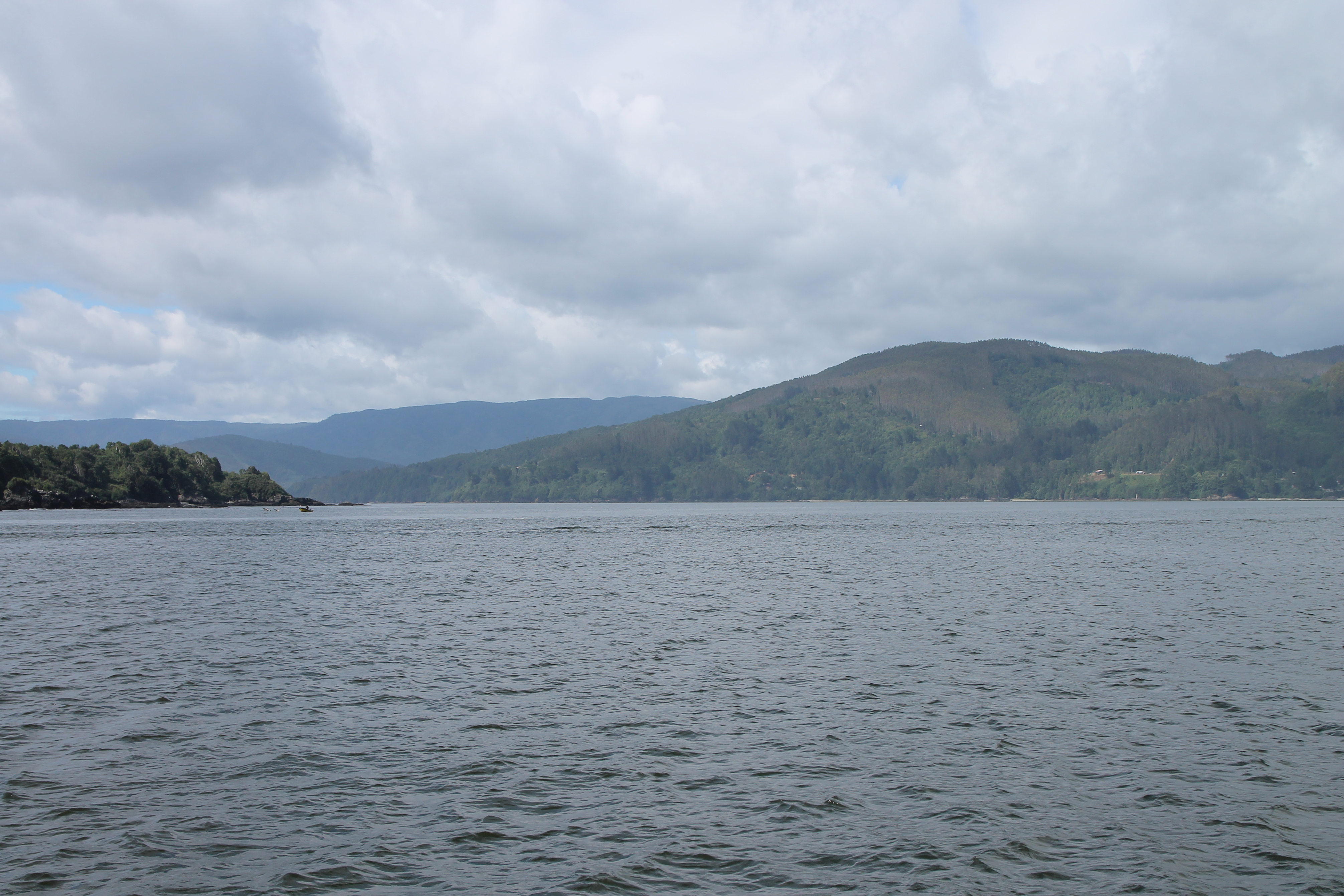
Ústí řeky
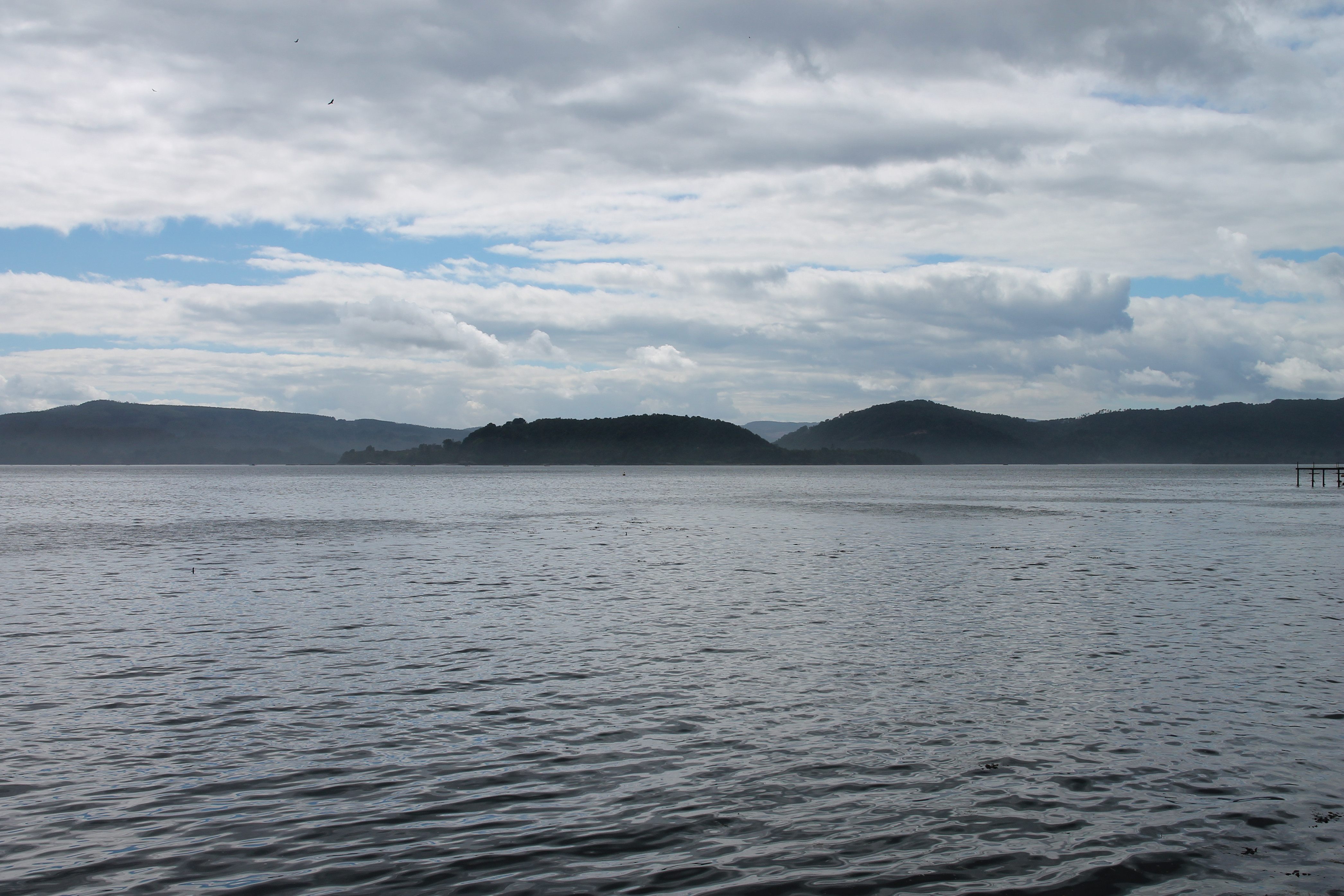
Záliv ústí
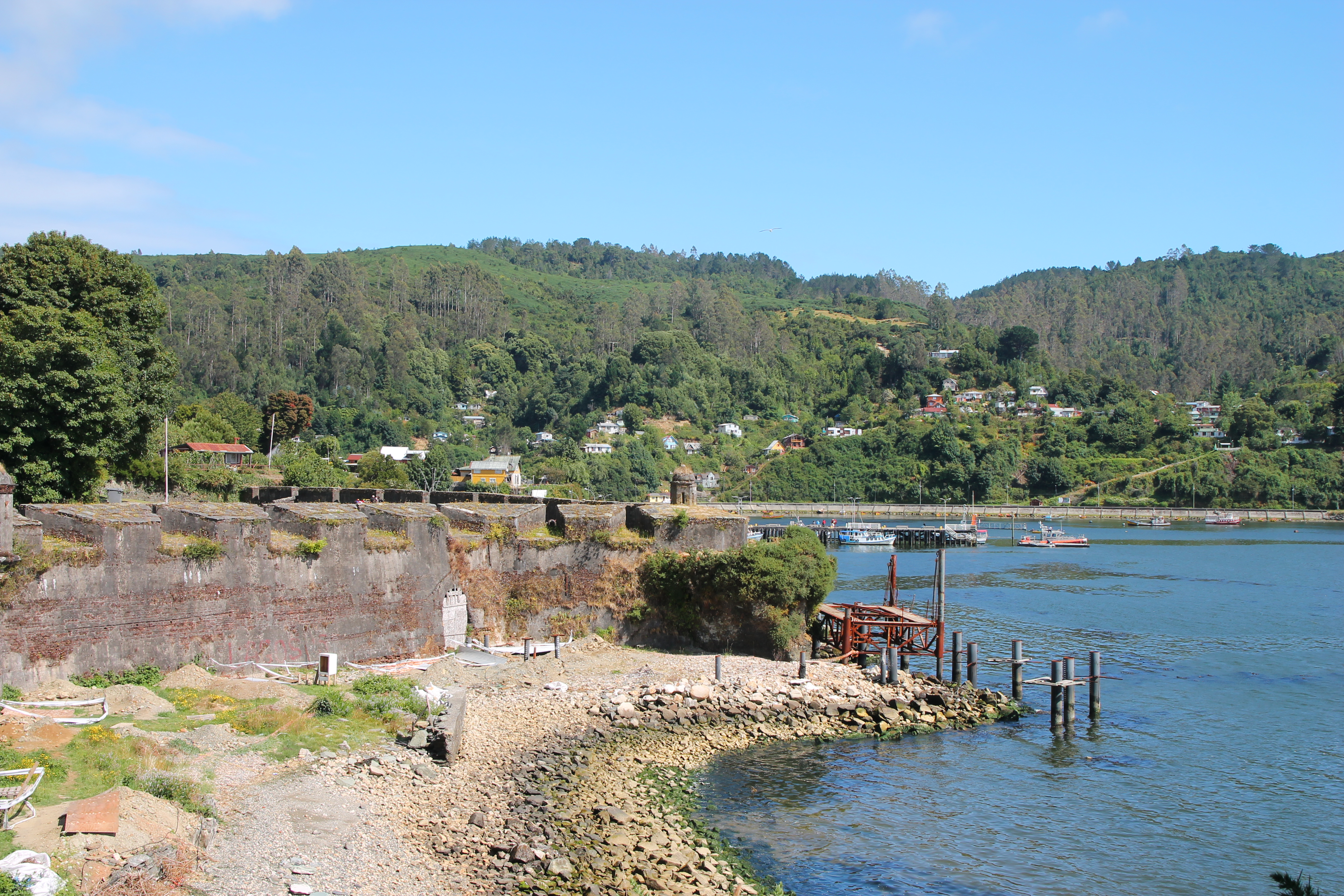
Pevnost a obec
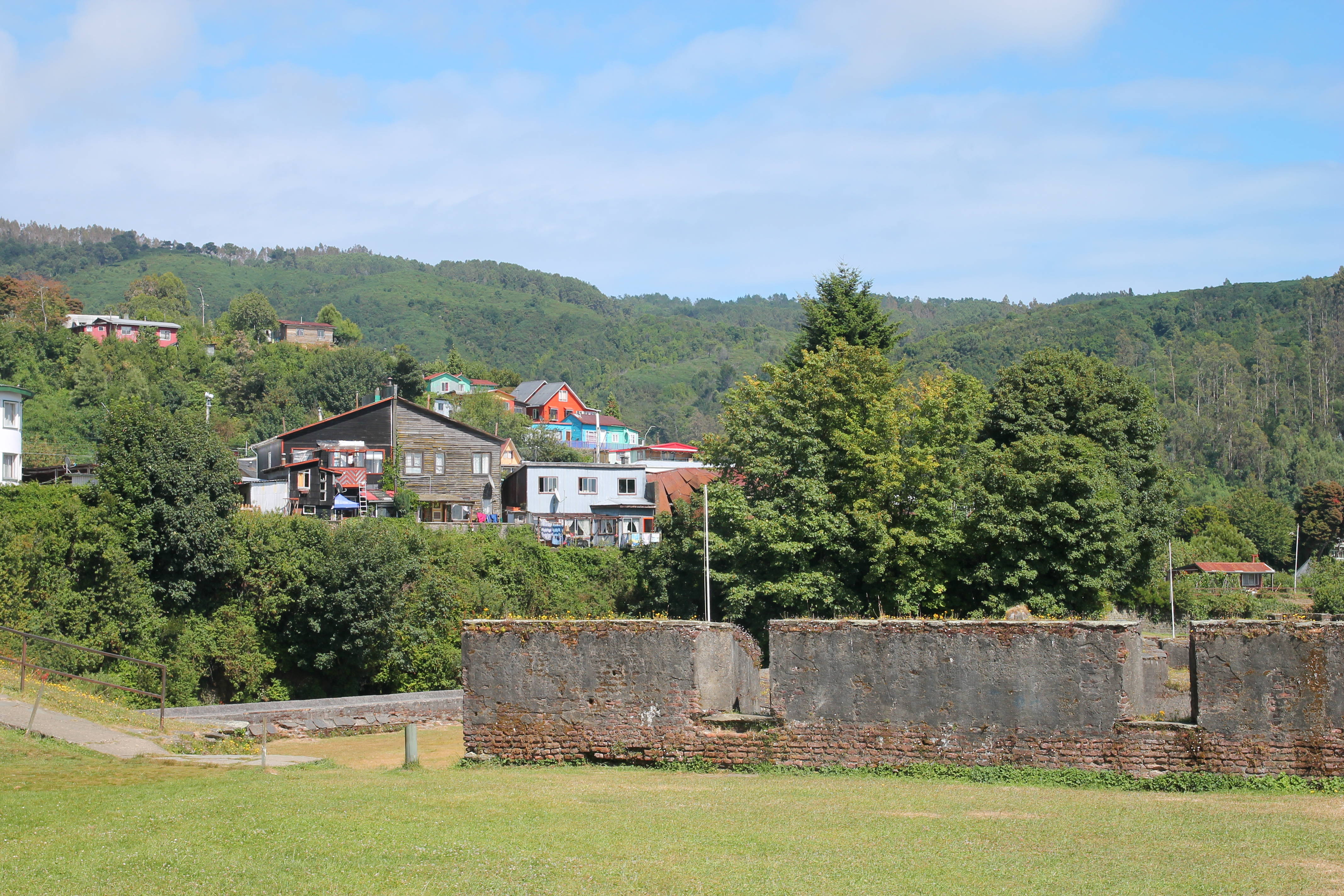
Pevnost
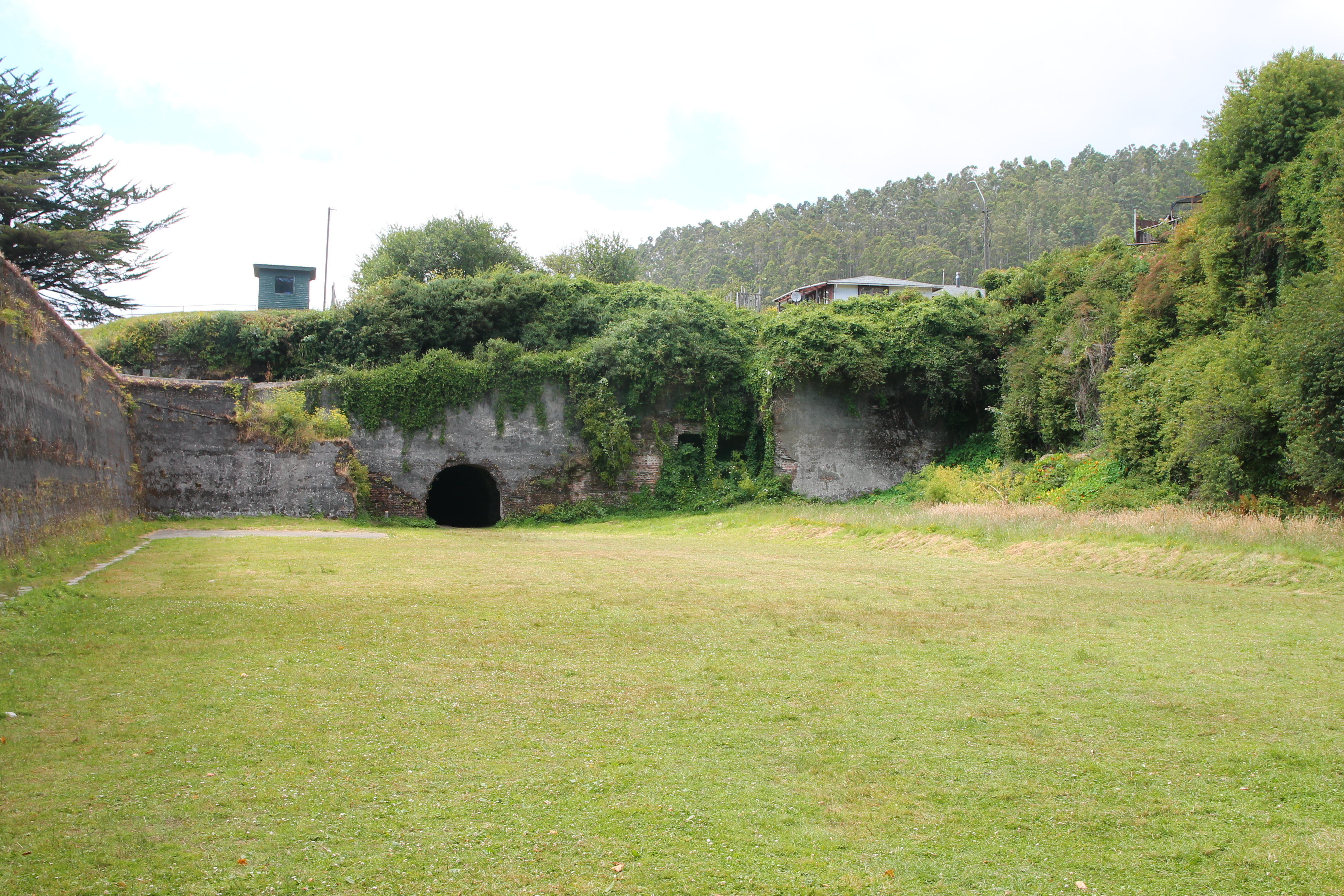
Pevnost
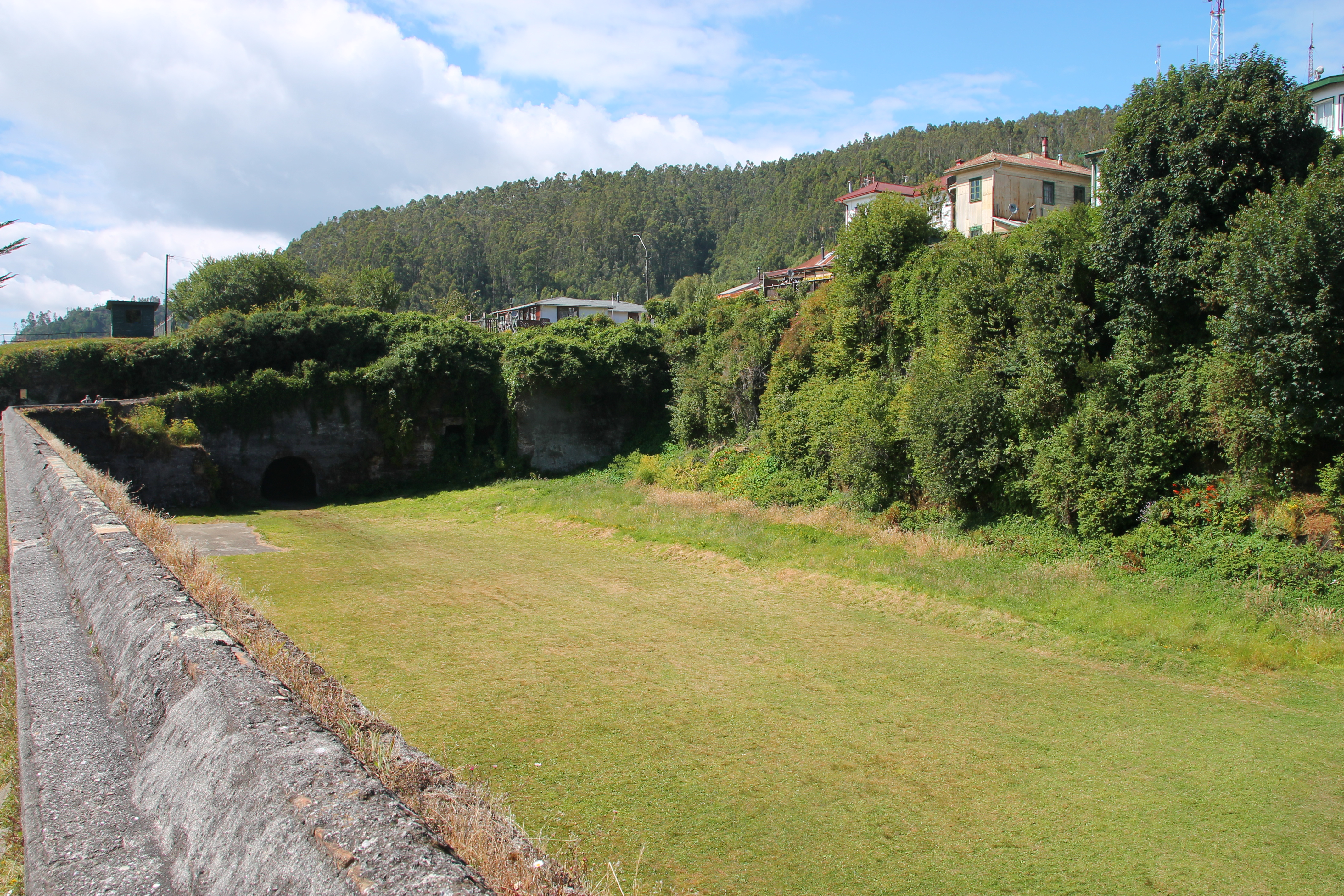
Pevnost
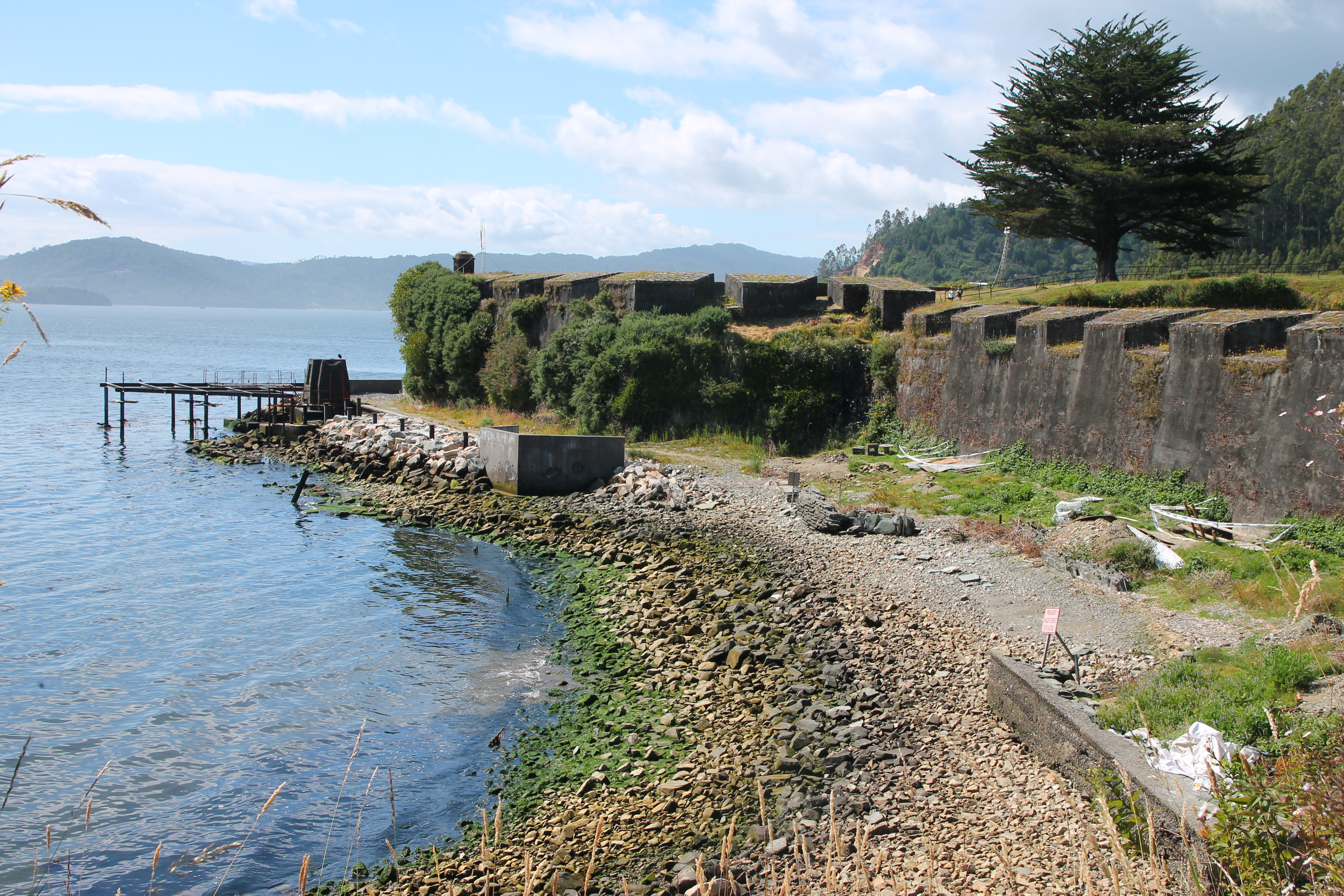
Pevnost
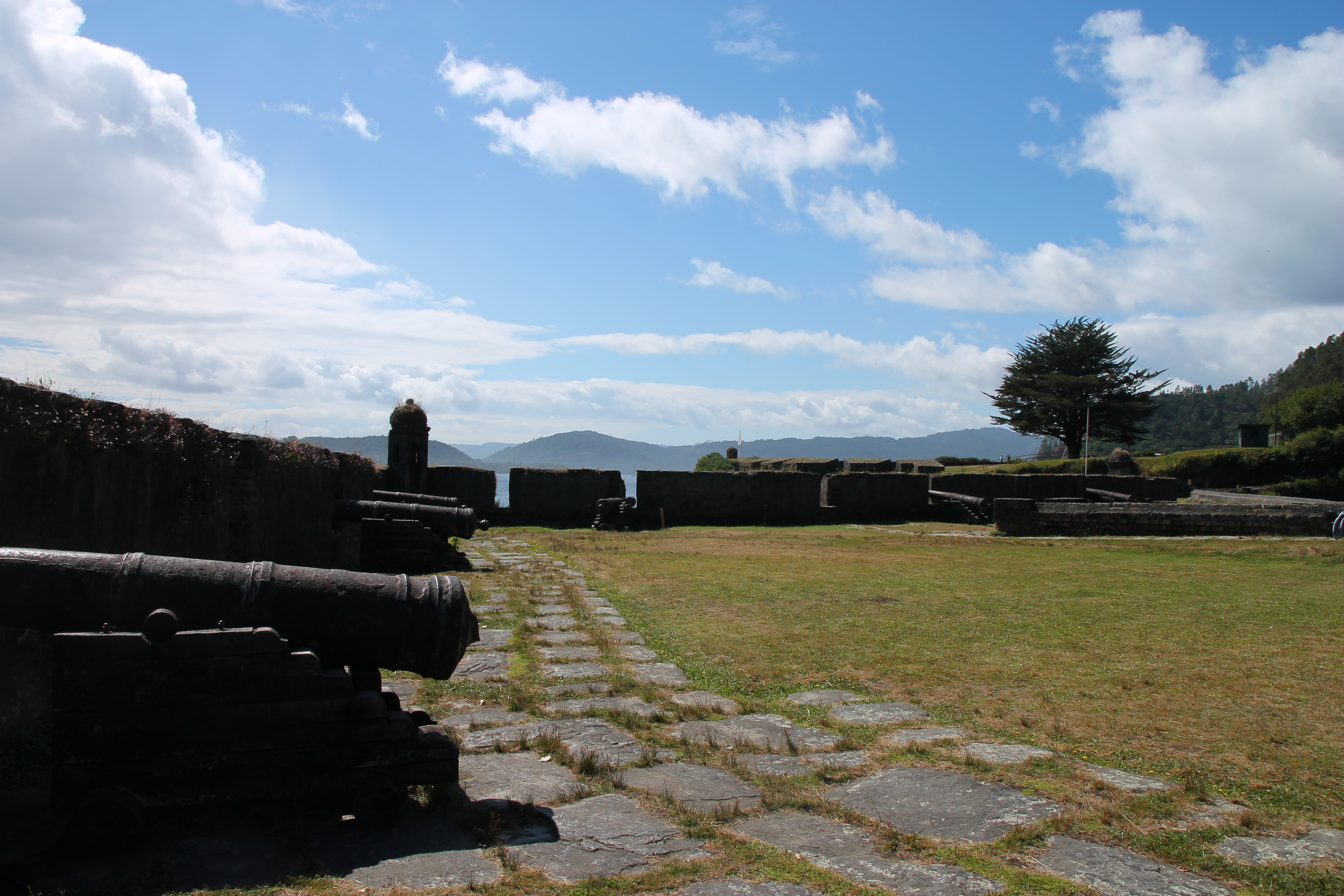
Pevnost
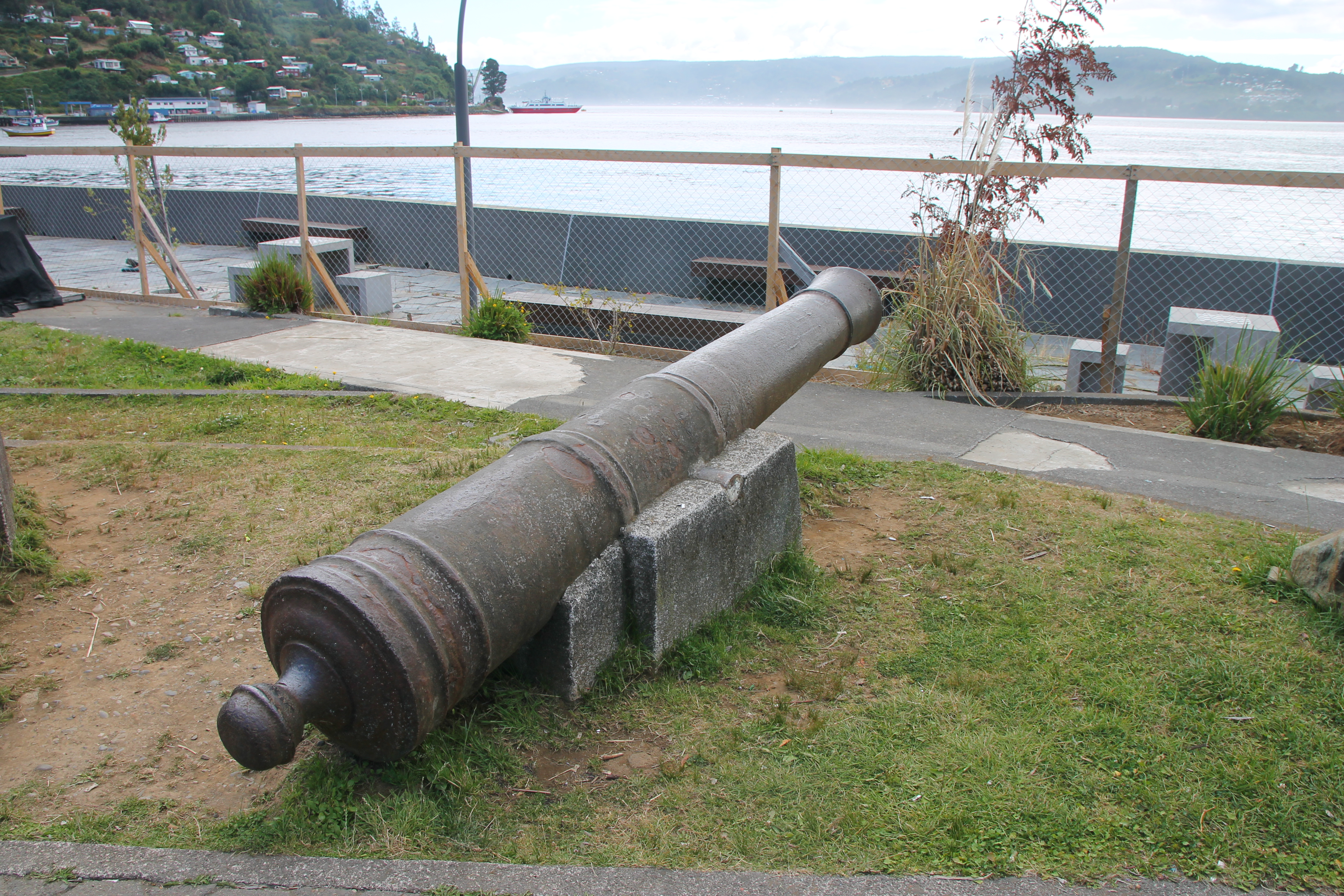
Pevnost
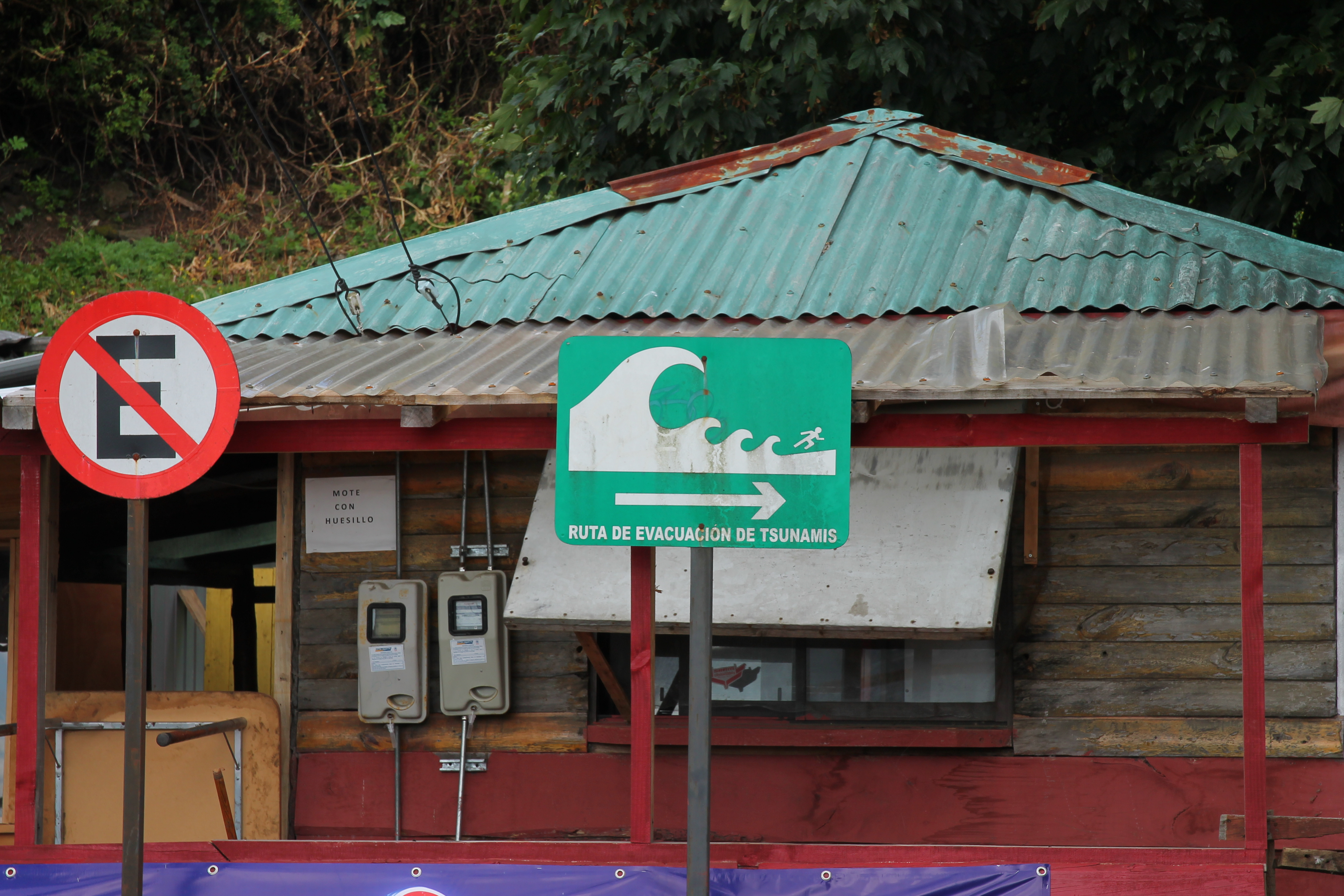
Značka označující směr evakuace před tsunami
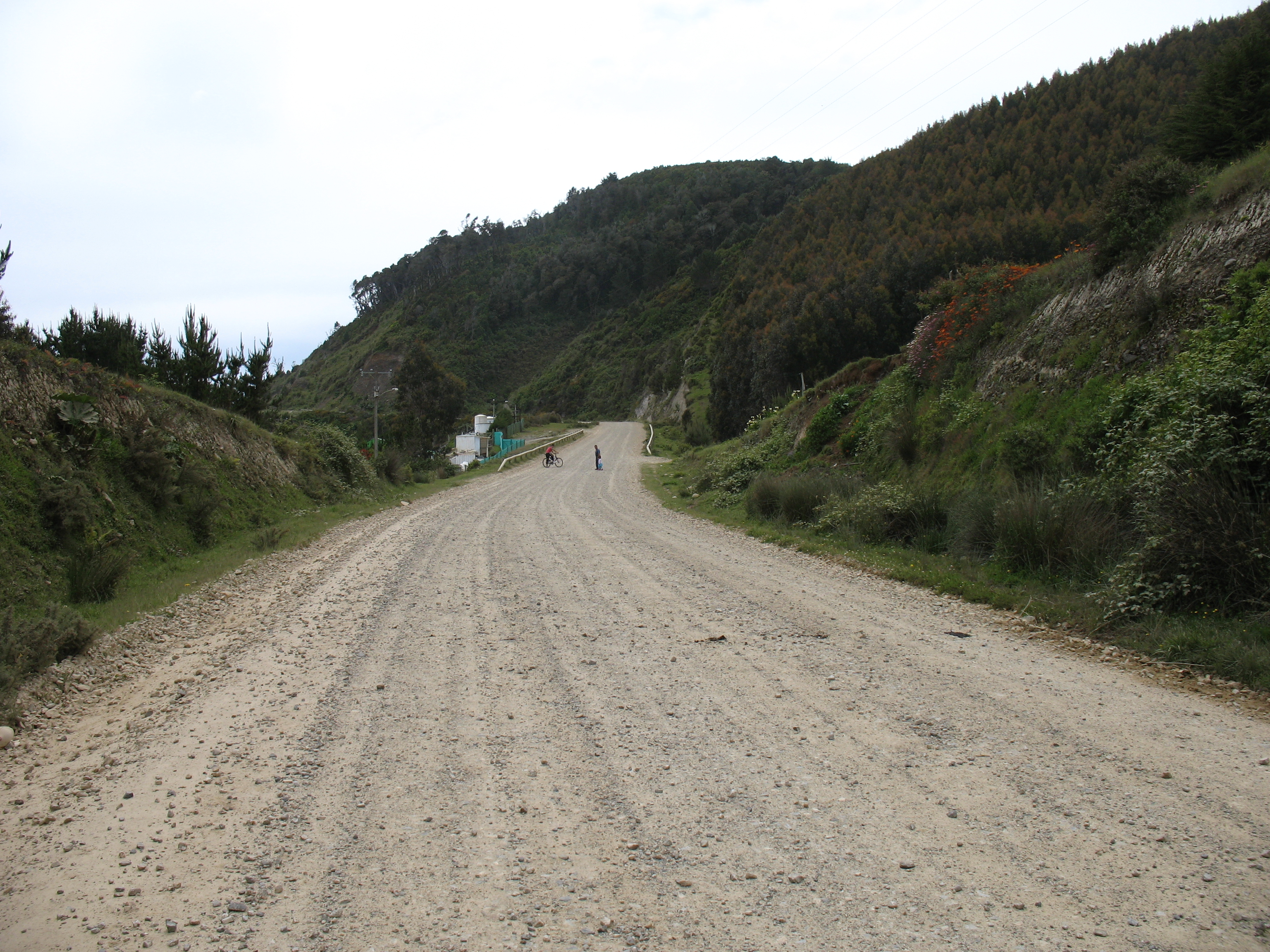
Prašné cesty v okolí
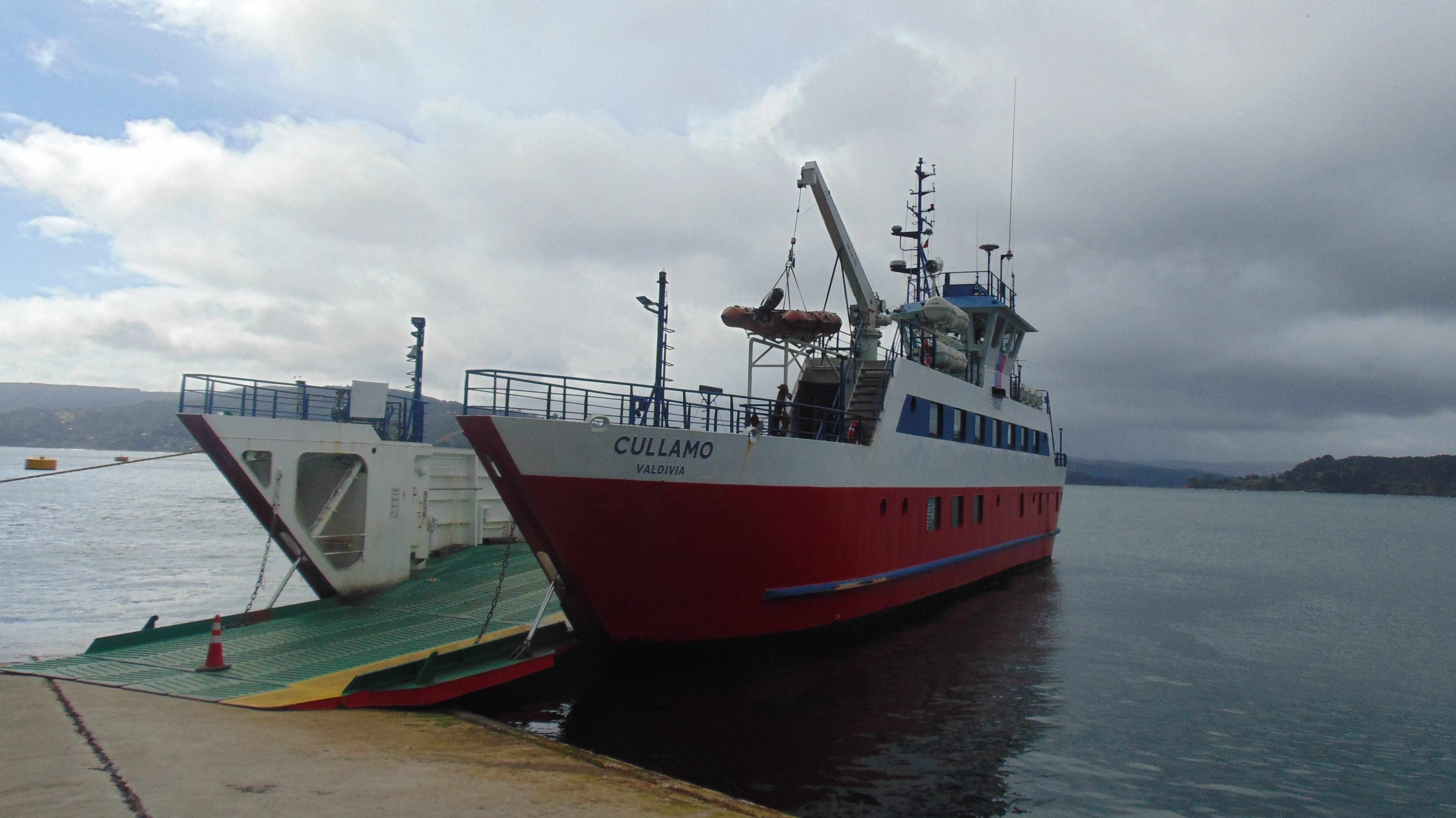
Trajekt
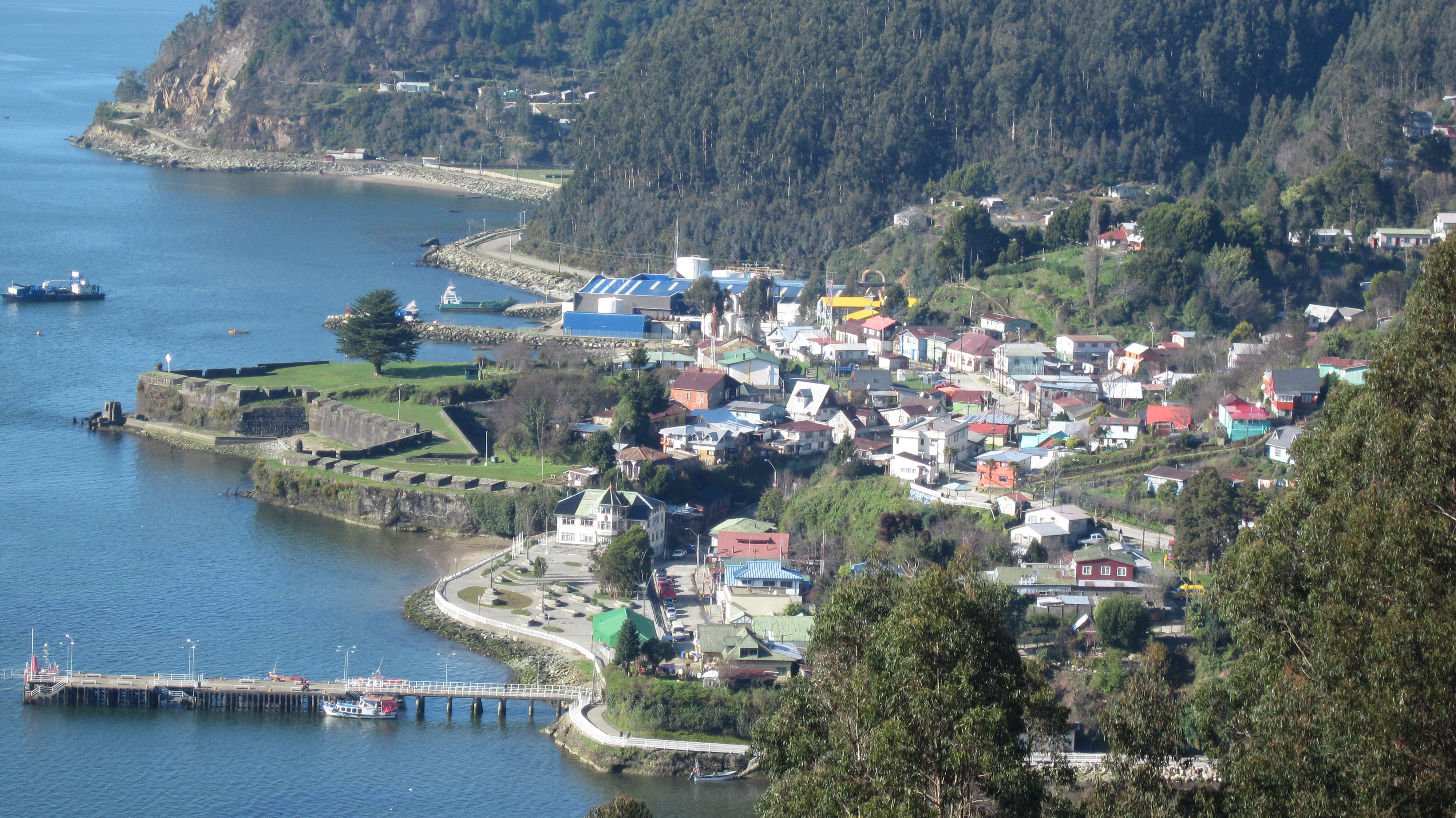
Pohled shůry
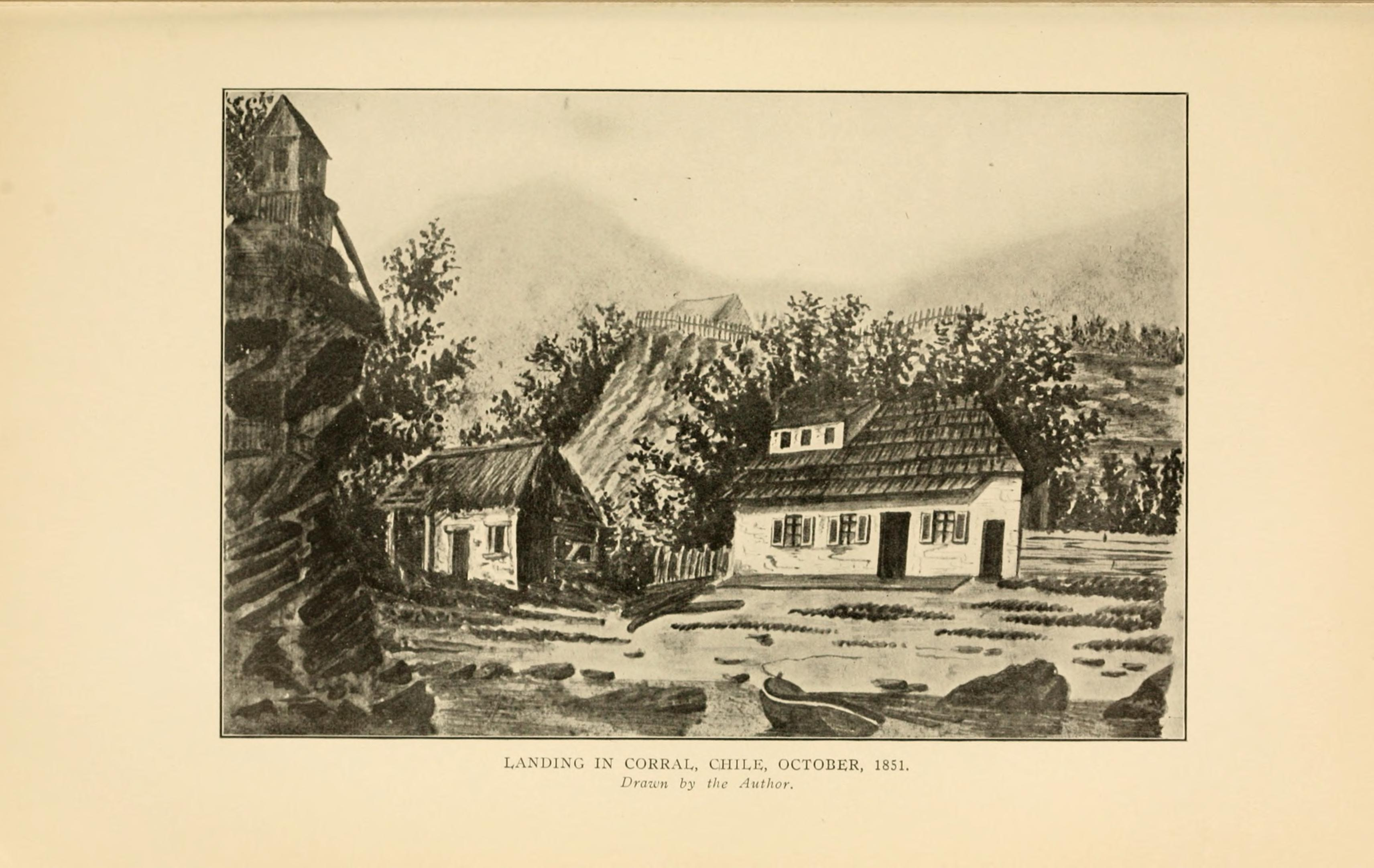
Corral, 1851
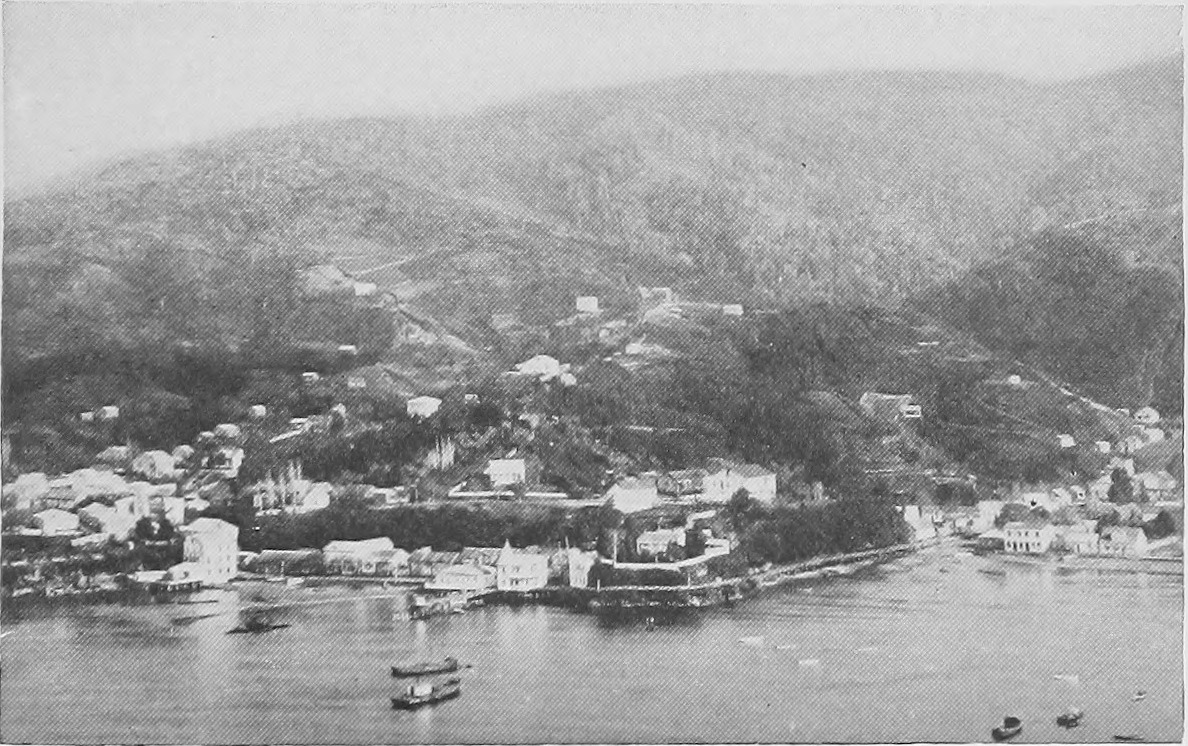
Corral, 1922
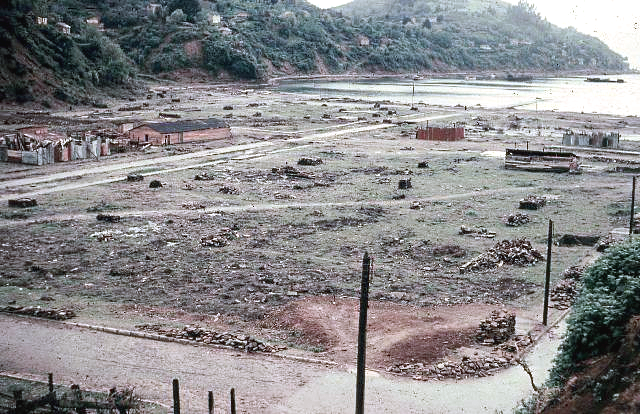
Následky zemětřesení z roku 1960